# RIA Novosti
RIA Novosti é uma das maiores agências noticiosas da Rússia. A sede da agência localiza-se em Moscovo. A directora-geral é, desde 24 de Janeiro de 2003, Svetlana Mironiuk.
A agência é especializada na divulgação de notícias da Rússia e dos países da Comunidade de Estados Independentes (CEI). Os principais critérios que regem a actividade da RIA Novosti são a rapidez, a objectividade e a independência em relação à conjuntura política.
A agência realiza igualmente a divulgação de comunicados oficiais do governo russo, dos ministérios e departamentos, bem como das organizações não-governamentais. Ela conta com uma ampla rede de correspondentes no território da Federação Russa, nos países da CEI e em mais de 40 países do mundo. A RIA Novosti divulga diariamente, através da Internet e dos canais electrónicos de comunicação, informação político-social, económica, financeira, científica actualizada em russo, em cinco línguas europeias (inglês, alemão, francês, espanhol e sérvio) bem como em farsi, árabe, japonês e chinês.  Ela desenvolve ainda toda uma série de iniciativas de imprensa. A agência dispõe de um dos maiores serviços fotográficos na Federação Russa e um dos maiores arquivos de fotografias, que conta com mais de 600 mil fotos.
Entre os clientes da RIA Novosti figuram o Gabinete do Presidente da Federação Russa, o Governo da Rússia, o Conselho da Federação (câmara alta do Parlamento russo), o Parlamento, os principais ministérios e departamentos do país, as governos regionais da Federação, representantes do mundo empresarial, missões diplomáticas e organizações não-governamentais.
O público alvo da agência inclui igualmente meios de comunicação social estrangeiros, estruturas privadas, companhias de investimento, bancos, embaixadas, organizações governamentais e de âmbito federal, bem como um amplo círculo de pessoas interessadas.

## História da agência

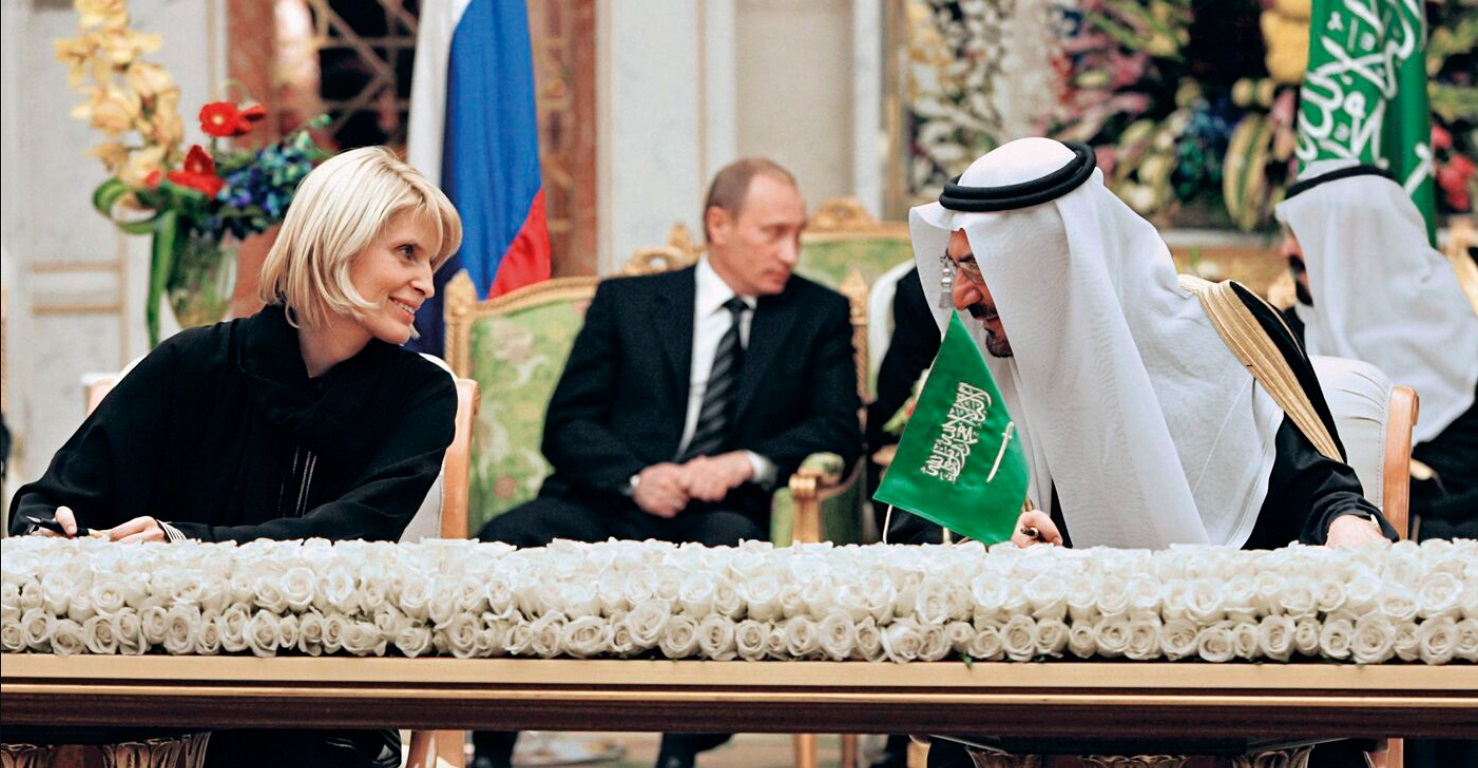
Presidente e Editora-Chefe Svetlana Mironiuk assina acordo de colaboração mútua com o ministro da Cultura e Informação da Arábia Saudita Ayad Madani. Riad, 2007

A história da RIA "Novosti" começou no dia 24 de Junho de 1941, dois dias após a invasão da então União Soviética pela Alemanha Nazista, com a criação  do Birô Informativo Soviético (Sovinformburo, abreviatura original). A tarefa fundamental do birô era elaborar informação para programas radiofônicos, jornais e revistas sobre a situação nas frentes de combate, o trabalho na retaguarda, o movimento guerrilheiro. Em 1944, no âmbito do Sovinformburo foi criada uma agência especializada em propaganda para os países estrangeiros. Através de 1171 jornais, 523 revistas, 18 emissoras em 23 países, embaixadas soviéticas, sociedades de amizade, organizações sindicais, juvenis, femininas, científicas e outras, o Sovinformburo informava os leitores e ouvintes sobre a luta do povo soviético contra a invasão fascista e, nos tempos do pós-guerra, sobre as principais orientações da política interna e externa da União Soviética.
Em 1961, o Sovinformburo foi transformado na Agência de Imprensa APN Novosti ("Notícias", em russo, e APN, sua sigla russa), que se veio a afirmar como o principal porta-voz informativo das organizações sociais soviéticas. A 3 de Abril de 1961 foram aprovados os estatutos da agência.
De acordo com os estatutos, a  APN tinha como principal objectivo "divulgar no estrangeiro informação verídica e objetiva sobre a URSS e dar a conhecer à sociedade soviética a vida das populações dos países estrangeiros. A APN tinha representações em mais de 120 países do mundo, editava 60 jornais e revistas ilustradas em 45 línguas estrangeiras, com uma tiragem de 4,3 milhões de exemplares. A editora da APN publicava anualmente mais de 200 títulos de brochuras e livros, com uma tiragem global anual de cerca de 20 milhões de exemplares. O dissidente Yuri Bezmenov, ex jornalista da "Novosti", acusava a agência de ser um instrumento de propaganda ideológica e subversão da então União Soviética.
A 27 de Julho de 1990, foi constituída a Agência Informativa "Novosti" (IAN, sigla original)  
A IAN tinha representações em 120 países, editava 13 jornais e revistas ilustradas. Em Setembro de 1991, a IAN foi transformada em Agência Noticiosa Russa Novosti. Desde 1993, a RIA Novosti é uma agência noticioso-analítica do Estado.
Em 9 de dezembro de 2013 o presidente da Rússia, Vladimir Putin, assinou a liquidação da RIA Novosti e fundindo-a com o serviço de rádio internacional Voz da Rússia para criar Rossiya Segodnya em português: Agência de Informação Internacional Russia Today. Dmitry Konstantinovich Kiselev, ex-âncora do Channel One Russia é apontado como o presidente da nova agência de informação. Não está claro no momento se a nova agência irá incluir a Rede de televisão Russia Today.
De acordo com a entrevista, o editor-chefe da rede de televisão Russia Today, Margarita Simonyan foi completamente inconscientes sobre a reorganização da agência de informações e obteve a informação de ouvir rádio concorrente Kommersant-FM.
Em 8 de abril de 2014, a RIA Novosti foi registrada como parte da nova agência. 